# Bigand
Bigand é uma comuna localizada no departamento Caseros, ao sul da província de Santa Fé, Argentina, no cruzamento da Rota Nacional 178 com a Provincial 14. Dista 70 km da cidade de Rosário e 243 km de Santa Fé.
A atividade econômica está baseada grandemente na produção agropecuária, com soja, trigo, milho e boi; também conta com pequenas indústrias dedicadas ao agronegócio e à produção de alimentos.
Foi fundada no dia 15 de julho de 1909 por Víctor A. Bigand junto a ferrovia Belgrano, que une as cidades de Rosario e Bahía Blanca.

## Santa Padroeira
- Nossa Senhora de Lujan, festividade: 12 de outubro.

## Pontos turísticos
- Campo La Adela
- Colonia San Pablo
- La Estrella
- Santa Irene